# Spectre (film)
Spectre (2015) este cel de-al 24-lea film cu James Bond produs de Eon Productions. Daniel Craig joacă rolul agentului 007 pentru a patra oară, în timp ce Christoph Waltz joacă rolul lui Ernst Stavro Blofeld, antagonistul filmului. Regizorul filmului este Sam Mendes, acesta fiind cel de-al doilea film cu James Bond pe care îl regizează, după Skyfall; scenariul a fost scris de Neal Purvis, Robert Wade și John Logan. Este distribuit de Metro-Goldwyn-Mayer (MGM) și Columbia Pictures. Piesa tematică, "Writing's on the Wall", este cântată de Sam Smith. Cu un buget de aproximativ 250 de milioane $, este unul dintre cele mai scumpe filme realizate vreodată.
Intriga acestui film este reprezentată de prima confruntare a lui James Bond cu organizația SPECTRE (Special Executive for Counter-intelligence, Terrorism, Revenge and Extortion; Executivul Special pentru Contrainteligență, Terorism, Răzbunare și Santaj). Câteva personaje, precum M, Q și Eve Moneypenny, își refac apariția, dar debutează și unele noi, precum Léa Seydoux în rolul dr. Madeleine Swann, Dave Batista în rolul dl. Hinx și Monica Bellucci în rolul Luciei Sciarra.
Spectre s-a lansat pe 26 octombrie 2015 în Regatul Unit, în aceeași seară cu premiera mondială de la Londra, fiind urmat de lansarea mondială. Filmul a primit recenzii mixte din partea criticilor, fiind criticat pentru durată prea lungă și scenariu, dar primind, în schimb, laude pentru jocul actorilor, regie, precum și pentru coloana sonoră. Filmul are încasări de peste 800 de milioane $, recuperându-și banii din producție în doar 14 zile de la lansare.

## Intrigă
Într-o misiune în Mexico City, ordonată neoficial de către fostul M printr-un mesaj postum, James Bond ucide trei oameni ce plănuiau să arunce în aer un stadion și începe să-l urmărească pe Marco Sciarra, care a supraviețuit exploziei și, într-o încercare de scăpare, se urcă la bordul unui elicopter. Bond îl urmărește și, la sfârșitul luptei rezultate, îi aruncă din elicopter atât pe Sciarra, cât și pe pilot, furându-i inelul lui Sciarra, cu un însemn în formă de caracatiță pe el. După ce se întoarce la Londra, Bond este scos din munca de teren pe termen nelimitat de către actualul M, care se află într-o luptă pentru putere cu C, șeful noului Serviciu de Informații, care constă din fuziunea organizațiilor MI5 și MI6. C dorește să creeze tratatul cooperațional Nine Eyes între nouă țări, și își folosește influențele pentru a închide secțiunea '00' în acest proces, crezând că este învechită.
Bond nu se supune ordinelor date de M și călătorește la Roma pentru a participa la înmormântarea lui Sciarra. În acea seară, el o vizitează pe văduva lui Sciarra, Lucia, care îi spune despre SPECTRE, o organizație criminală din care soțul ei făcea parte, dar și că urmează să aibă loc o întâlnire a membrilor acestei organizații chiar în acea seară. Bond ajunge la întâlnire, unde îl recunoaște pe șeful organizației, Franz Oberhauser. Când Oberhauser îi se adresează lui Bond pe nume, el fuge de la întâlnire și începe să fie urmărit de dl. Hinx, un asasin al organizației. Moneypenny îl informează pe Bond că informațiile pe care el le-a colectat duc către dl. White, fost membru al organizației Quantum, filială a organizației SPECTRE. Bond îi cere să-l verifice pe Franz Oberhauser, presupus mort cu câțiva ani în urmă.
Bond călătorește în Austria, unde îl găsește pe White, muribund din cauză otrăvirii cu taliu. White îi spune lui Bond să o găsească pe fiica sa—dr. Madeline Swann—care îl va conduce spre L'Américain, și care îl va conduce, la rândul său, către SPECTRE. Apoi, White se sinucide. Bond o găsește pe Swann la Hoffler Klinik, o clinică în alpii austrieci, dar este răpită de dl. Hinx. Bond o salvează pe Swann, după care perechea se întâlnește cu Q, care a descoperit că inelul lui Sciarra face legătură dintre Oberhauser și misiunile anterioare ale lui Bond, dezvăluindu-i pe Le Chiffre, Dominic Greene și Raoul Silva ca agenți SPECTRE. Swann îi informează că L'Americain este un hotel din Tanger.
Cuplul pleacă spre hotel și descoperă camera lui White, în care se află coordonatele bazei de operațiuni din deșert a lui Oberhauser. Ei merg cu trenul până la cea mai apropiată stație, dar, în tren, sunt atacați din nou de dl Hinx; Bond, cu ajutorul lui Swann, îl aruncă din tren. După ce ajung în stație, ei sunt conduși către baza lui Oberhauser. Acolo, el dezvăluie că SPECTRE a organizat atacuri teroriste pe tot globul pentru ca lansarea tratului Nine Eyes să aibă loc. În schimb, organizația criminală va avea acces la toate informațiile strânse de Nine Eyes. Bond este torturat în timp ce Oberhauser îi povestește despre istoria lor: după ce tânărul Bond a rămas orfan, tatăl lui Oberhauser, Hannes, i-a devenit tutore. Crezând că Bond și-a asumat rolul de fiu, Oberhauser și-a omoarât tatăl și și-a înscenat propria moartea, adoptând ulterior numele de Ernst Stavro Blofeld și formând organizația SPECTRE. Bond și Swann scapă, omorând câțiva agenți SPECTRE și distrugând baza. Aparent, Blofeld moare în explozie.
Deoarece baza africană a fost doar un nod într-o rețea mai amplă, Bond și Swann se întorc în Londra, unde se întâlnesc cu M, Bill Tanner, Q și Moneypenny, care intenționează să îl aresteze pe C și să oprească punerea în aplicare a tratatului Nine Eyes. Swann îl părăsește pe Bond, spunându-i că nu poate face parte dintr-o viață care implică spionajul, după care este răpită. Pe drum, grupul este ambuscat, iar Bond este răpit și el, dar grupul își continuă planul. După ce Q oprește punerea în aplicare a tratului Nine Eyes, M îl confruntă pe C, care, într-un final, este omorât. Între timp, Bond este dus la fostul sediu MI6, abandonat de la atacul din Skyfall și care urmează să fie demolat, dar reușește să scape. Mergând prin labirintul în ruine, el îl întâlnește pe Blofeld, care îi spune că mai are doar trei minute până când bomba va exploda, fiindu-i dat de ales ori să scape din clădire, ori să moară în timp ce încearcă să o salveze pe Swann. Bond o găsește, iar cei doi scapă cu ajutorul unei bărci în timp ce clădirea este distrusă. Bond trage în elicopterul lui Blofeld, acesta prăbușindu-se pe podul Westminster. Bond îl lasă pe Blofeld să fie arestat de M și pleacă cu Swann.
Câteva zile mai târziu, Bond își recuperează vechiul Aston Martin DB5 de la Q și pleacă împreună cu Swann.

## Distribuție

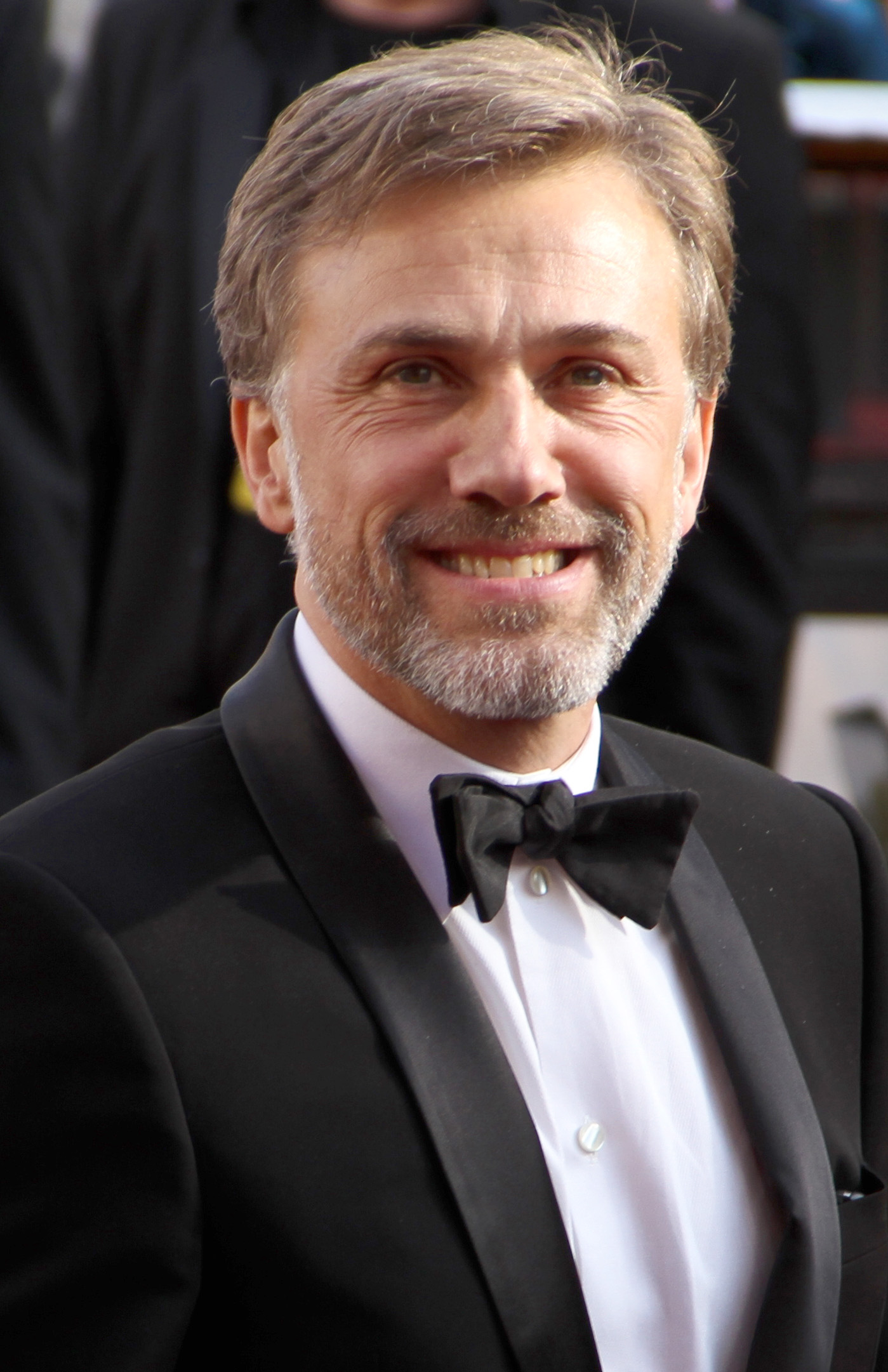
Christoph Waltz joacă rolul lui Blofeld, antagonistul filmului.

- Daniel Craig în rolul lui James Bond, agentul 007. Regizorul Sam Mendes l-a descris pe Bond ca fiind foarte concentrat în acest film, din cauza noii pasiuni de a vâna.[15]
- Christoph Waltz în rolul lui Ernst Stavro Blofeld, antagonistul filmulu. Anterior Franz Oberhauser, care se presupune a fi mort. Tatăl său l-a crescut pe Bond după ce părinții acestuia au murit. El face parte din SPECTRE și pretinde a avea o legătură personală cu Bond.
- Léa Seydoux în rolul dr. Madeleine Swann, psiholoagă care lucrează la o clinică privată din Alpii austrieci[16] și fiica dl. White.[17]
- Ben Whishaw în rolul lui Q, intendent la MI6, ce-i furnizează lui Bond echipament pentru munca de teren.[18]
- Naomie Harris în rolul lui Eve Moneypenny, fostă agentă ce a părăsit munca de teren pentru a deveni asistenta lui M.[18]
- Dave Batista în rolul dl. Hinx, asasin și membru important al organizației Spectre.[19]
- Andrew Scott în rolul lui Max Denbigh, membru al guvernului britanic, cunoscut și după numele de cod C.[11]
- Monica Bellucci în rolul Luciei Sciarra, văduva unui asasin omorât de Bond.[20]
- Ralph Fiennes în rolul lui Gareth Mallory, șeful MI6 și superiorul lui Bond, cunoscut și după numele de cod M.
- Rory Kinnear în rolul lui Bill Tanner, șef de staf la MI6.[21]
- Jesper Christensen în rolul dl. White,[22][23] membru al organizației Quantum. Christensen a jucat același rol și în Casino Royale și Quantum of Solace.
- Alessandro Cremona în rolul lui Marco Sciarra,[24] criminal și soț al Luciei Sciarra.[11]
- Judi Dench în rolul predecesorului lui Mallory, M.

## Marketing

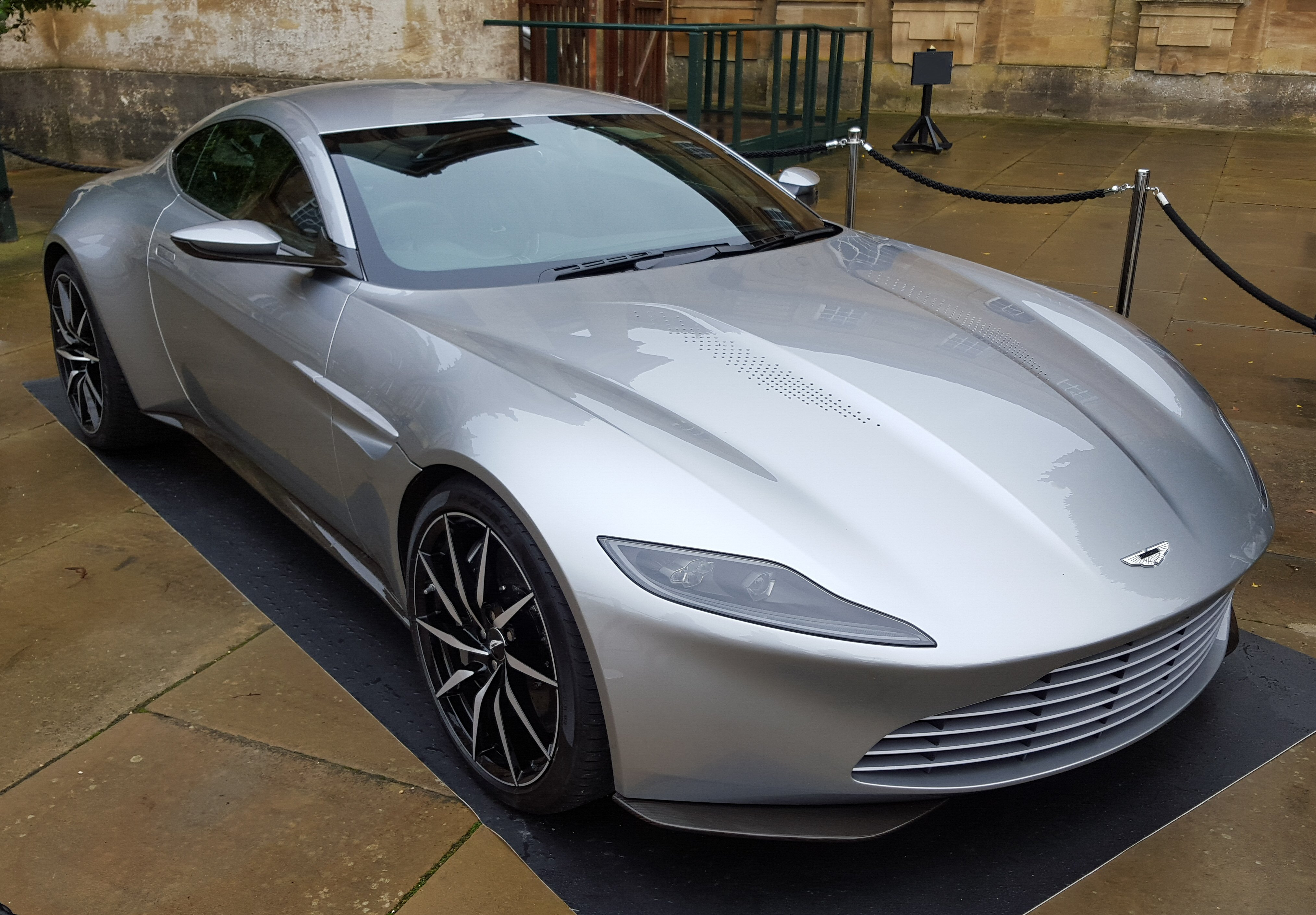
Aston Martin DB10 este mașina condusă de Bond în acest film

În timpul conferinței de presă în care s-a anunțat începerea filmărilor, desfășurată în decembrie 2014, Aston Martin și Eon au dezvăluit noul Aston Martin DB10 ca mașină oficială a filmului. DB10 a fost realizat în colaborarea dintre Aston Martin și producătorii, realizându-se doar zece mașini pentru Spectre, celebrând a 50-a aniversare a colabărării companiei cu franciza.
Primul trailer al lui Spectre s-a lansat în martie 2015, fiind urmat de trailerul teatral în iulie și de trailerul final în octombrie.

## Lansare și recepție
Spectre s-a lansat pentru prima oară în Londra, pe 26 octombrie 2015, în aceeași zi cu lansarea din Regatul Unit și Irlanda, și mondial pe 6 noiembrie 2015. După începutul filmărilor, Paramount Pictures a grăbit lansarea filmului Mission: Impossible – Rogue Nation pentru a evita competiția cu Spectre. În martie 2015, corporația IMAX a anunțat că Spectre se va lansa și în cinematografele proprii, după succesul cu Skyfall.

### Încasări

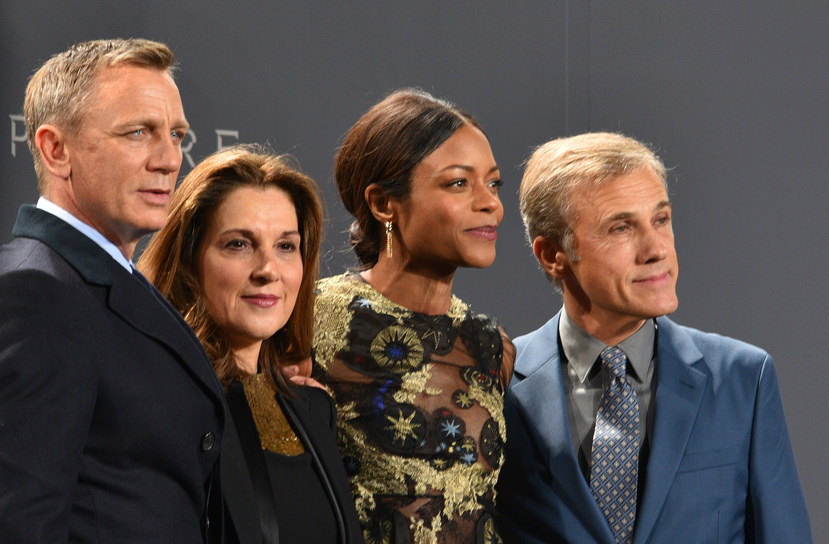
Craig, Broccoli, Harris și Waltz la premiera din Berlin.

În Regatul Unit, filmul a încasat 6,3 milioane £ (9,2 milioane $) în ziua lansării și 5,7 milioane £ (8,8 milioane $) în ziua de miercuri, 28 octombrie, stabilind un nou record în Regat. În prima săptămână de la lansare, filmul a încasat peste 41,7 milioane £ (63,8 milioane $), depășind recordul în Regatul Unit pentru cele mai multe încasări de film într-o săptămână, deținut anterior de Harry Potter și Prizonierul din Azkaban, cu 23,88 milioane £ (36,9 milioane $), în 2004. Încasările de vineri-sâmbătă (30-31 octombrie) au fost de 20,4 milioane £ (31,2 milioane $), în comparație cu Skyfall, care a avut 20,1 milioane £ (31 milioane $).
În Statele Unite, filmul s-a lansat pe 6 noiembrie 2015 și a încasat 70,4 milioane $ în weekendul de debut (cu aproximativ 20,2 milioane $ mai puțin decât Skyfall, care a încasat 90,6 milioane $ în același interval de timp), dar, cu toate acestea, a terminat pe locul 1 în box office.

### Recepții critice
Spectre a primit, în mare parte, recenzii pozitive din partea criticilor.. Criticii au lăudat scena de început a filmului, secvențele de acțiune și cascadoriile. Filmul a primit comparații favorabile față de Skyfall. Rotten Tomatoes a dat filmului un rating de 77% (bazat pe 44 de recenzii), spunând că filmul "... aduce relansarea lui Bond sub Daniel Craig mai aproape de glorioasele și spectaculoasele filmelor anterioare, cu toate că încă se bazează pe formula agentului 007." Pe site-ul web Metacritic, are un rating de 69/100, bazat pe 11 recenzii, indicând "recenzii în general favorabile". Pe Metacritic, filmul are un rating de 60 din 100, bazat pe 48 de recenzii, indicând "recenzii mixte". Mulți critici au lăudat scena de început a filmului, secvențele de acțiune, cascadorii și regie. Pe CinemaScore, audiențele au dat filmului o notă de "A−" pe o scară de la A+ la F.

### Lansarea pe DVD
Spectre s-a lansat în format digital HD pe 22 ianuarie 2016, iar pentru DVD și Blu-ray pe 9 februarie și 22 februarie 2016 în SUA și, respectiv, Regatul Unit.

### Premii
| Lista premiilor și nominalizărilor                     | Lista premiilor și nominalizărilor            | Lista premiilor și nominalizărilor                                             | Lista premiilor și nominalizărilor | Lista premiilor și nominalizărilor |
| Premiul                                                | Categoria                                     | Beneficiar                                                                     | Rezultat                           |                                    |
| ------------------------------------------------------ | --------------------------------------------- | ------------------------------------------------------------------------------ | ---------------------------------- | ---------------------------------- |
| Premiile Oscar 2016                                    | Cea mai bună melodie originală                | "Writing's on the Wall" (Sam Smith & Jimmy Napes)                              | Câștigat                           |                                    |
| Premiile Globul de Aur 2016                            | Cea mai bună melodie originală                | "Writing's on the Wall" (Sam Smith & Jimmy Napes)                              | Câștigat                           |                                    |
| 21st Critics' Choice Awards                            | Cea mai bună melodie                          | "Writing's on the Wall" (Sam Smith & Jimmy Napes)                              | Nominalizare                       |                                    |
| 21st Critics' Choice Awards                            | Cel mai bun actor într-un film de acțiune     | Daniel Craig                                                                   | Nominalizare                       |                                    |
| St. Louis Gateway Film Critics Association Awards 2015 | Cea mai bună melodie                          | "Writing's on the Wall" (Sam Smith & Jimmy Napes)                              | Câștigat                           |                                    |
| Houston Film Critics Society Awards 2015               | Cea mai bună melodie originală                | "Writing's on the Wall" (Sam Smith & Jimmy Napes)                              | Nominalizare                       |                                    |
| Art Directors Guild Awards 2015                        | Cel mai bun design pentru un film contemporan | Dennis Gassner                                                                 | Nominalizare                       |                                    |
| Premiile Satellite 2016                                | Cea mai bună imagine                          | Hoyte van Hoytema                                                              | Nominalizare                       |                                    |
| Premiile Satellite 2016                                | Cea mai bună coloană sonoră                   | Thomas Newman                                                                  | Nominalizare                       |                                    |
| Premiile Satellite 2016                                | Cea mai bună melodie originală                | "Writing's on the Wall" (Sam Smith & Jimmy Napes)                              | Nominalizare                       |                                    |
| Premiile Satellite 2016                                | Cele mai bune efecte vizuale                  | Steve Begg & Chris Corbould                                                    | Nominalizare                       |                                    |
| Premiile Satellite 2016                                | Cel mai bun design                            | Dennis Gassner                                                                 | Nominalizare                       |                                    |
| Premiile Satellite 2016                                | Cea mai bună editare de film                  | Lee Smith                                                                      | Nominalizare                       |                                    |
| Premiile Satellite 2016                                | Cea mai bună editare de sunet                 | Per Hallberg, Karen Baker Landers, Scott Millan, Gregg Rudloff & Stuart Wilson | Nominalizare                       |                                    |
| Premiile Saturn 2016                                   | Cel mai bun film de acțiune/aventură          |                                                                                | În așteptare                       |                                    |
| Premiile Empire 2016                                   | Cel mai bun film britanic                     |                                                                                | Câștigat                           |                                    |
| Premiile Empire 2016                                   | Cel mai bun thriller                          |                                                                                | Câștigat                           |                                    |

## Continuare
Producția unui nou film cu James Bond va începe în primăvara lui 2016. Sam Mendes a declarat ca nu va regiza următorul film cu agentul 007. Christoph Waltz a semnat pentru încă două filme, dar întoarcerea sa depinde dacă Craig îl va juca din nou pe Bond.